# Nuno da Silva (Fußballspieler)
Nuno Filipe da Silva (* 14. März 1994 in Zürich) ist ein portugiesischer Fußballspieler.

## Karriere
Da Silva begann seine Laufbahn in der Jugend des FC Breitenrain, ehe er zum BSC Young Boys wechselte. Zur Saison 2012/13 wurde er in den Kader der zweiten Mannschaft befördert. Bis Saisonende kam er in sämtlichen 26 Partien der Berner in der viertklassigen 1. Liga zum Einsatz und erzielte dabei 13 Tore. In der folgenden Spielzeit absolvierte er 25 Spiele in der vierthöchsten Schweizer Spielklasse, in denen er fünf Tore schoss. In der Spielzeit 2014/15 bestritt er acht Partien für die Reserve der Young Boys in der 1. Liga und traf dabei zweimal, bevor er Anfang 2015 an seinen Stammverein FC Breitenrain in die drittklassige Promotion League verliehen wurde. Bis zum Ende der Saison kam der Portugiese zu zwölf Einsätzen in der dritten Schweizer Liga, wobei er drei Tore schoss. Im Sommer 2015 wurde er vom FC Breitenrain fest verpflichtet. In der nächsten Spielzeit kam er in sämtlichen 30 Ligaspielen seiner Mannschaft zum Einsatz und erzielte dabei drei Treffer. In der Saison 2016/17 spielte er achtmal für Breitenrain in der Promotion League und traf dabei zweimal, bevor er Ende September 2016 an den FC Aarau in die zweitklassige Challenge League verliehen wurde. Der Mittelfeldspieler bestritt sieben Ligaspiele für Aarau und kehrte Anfang 2017 zum FC Breitenrain zurück. Bis Saisonende kam er zu weiteren 13 Einsätzen für Breitenrain in der Liga und schoss dabei zwei Tore. Im Sommer 2017 wechselte er zum Erstligisten FC Thun. In seiner ersten Spielzeit in Thun absolvierte er 23 Spiele in der erstklassigen Super League, wobei er einmal traf. In der Saison 2018/19 kam er zu sieben Einsätzen in der höchsten Schweizer Liga. Zudem wurde er fünfmal für die Reserve in der 1. Liga eingesetzt. Im Sommer 2019 schloss er sich auf Leihbasis dem Zweitligisten FC Winterthur an. In Winterthur fungierte er als Stammspieler und kam in sämtlichen 36 Spielen seiner Mannschaft in der Challenge League zum Einsatz und traf dabei dreimal. Im Sommer 2020 kehrte er zum FC Thun zurück, der zuvor über die Barrage in die Challenge League abgestiegen war. In der folgenden Saison 2020/21 bestritt er 18 Partien für Thun in der zweiten Liga, in denen er sechs Tore erzielte. Im Februar 2021 unterschrieb er einen Vertrag beim Ligakonkurrenten Grasshopper Club Zürich, für den er bis Saisonende 15 Spiele in der Challenge League absolvierte und dabei ein Tor schoss. Die Mannschaft stieg schlussendlich als Tabellenerster in die Super League auf. Von Sommer 2022 bis Februar 2024 trug er das Trikot des FC Aarau. Danach schloss er sich dem FC Schaffhausen an.

## Persönliches
Da Silva wurde in Zürich geboren, verbrachte seine frühe Kindheit jedoch in Nordportugal und zog mit seiner Familie 2002 zurück in die Schweiz.